# Wilhelm Schwister
Wilhelm Schwister (* 20. Juli 1878 in Eschweiler; † 31. Dezember 1947 in Frankfurt am Main) war ein deutscher Jurist.

## Leben
Schwister trat 1907 in den preußischen Justizdienst ein. Ab 1927 war er Präsident des Juristischen Landesprüfungsamts in Berlin. Von 1933 an war er Präsident des Oberlandesgerichtes Düsseldorf. Schwister weigerte sich, der NSDAP beizutreten. 1941 nahm er an einer Tagung der OLG-Präsidenten und Generalstaatsanwälte in Berlin teil, bei der diese über das Programm der Euthanasie im Nationalsozialismus aufgeklärt wurden. Er wurde mit 65 Jahren in den Ruhestand versetzt.
Der Architekt und Bauunternehmer Johann Schwister (1862–1921) war ein Cousin von ihm.
| Personendaten    | Personendaten                                  |
| ---------------- | ---------------------------------------------- |
| NAME             | Schwister, Wilhelm                             |
| KURZBESCHREIBUNG | deutscher Jurist, Präsident des OLG Düsseldorf |
| GEBURTSDATUM     | 20. Juli 1878                                  |
| GEBURTSORT       | Eschweiler                                     |
| STERBEDATUM      | 31. Dezember 1947                              |
| STERBEORT        | Frankfurt am Main                              |